# Pidonia koreana
Pidonia koreana är en skalbaggsart som beskrevs av Shu Wen An och Kae Kyoung Kwon 1991. Pidonia koreana ingår i släktet Pidonia och familjen långhorningar. Inga underarter finns listade i Catalogue of Life.